# Lubicz
Lubicz è un comune rurale polacco del distretto di Toruń, nel voivodato della Cuiavia-Pomerania.
Ricopre una superficie di 106,03 km² e nel 2004 contava 16 029 abitanti.